# The Sins of Mankind
The Sins of Mankind è il terzo album in studio del gruppo musicale death metal Cancer, pubblicato nel 1993 dalla Restless Records.

## Tracce
1. "Cloak of Darkness"   – 3:58
2. "Electro-Convulsive Therapy"  – 3:54
3. "Patchwork Destiny"  – 3:18
4. "Meat Train"  – 4:48
5. "Suffer for Our Sins"  – 4:54
6. "Pasture of Delight / At the End"  – 5:03
7. "Tribal Bloodshed Part I: The Conquest"  – 2:42
8. "Tribal Bloodshed Part II: Under the Flag"  – 5:53

## Formazione
- John Walker - voce, chitarra
- Barry Savage - chitarra
- Ian Buchanan - basso
- Carl Stokes - batteria